# Prikaz

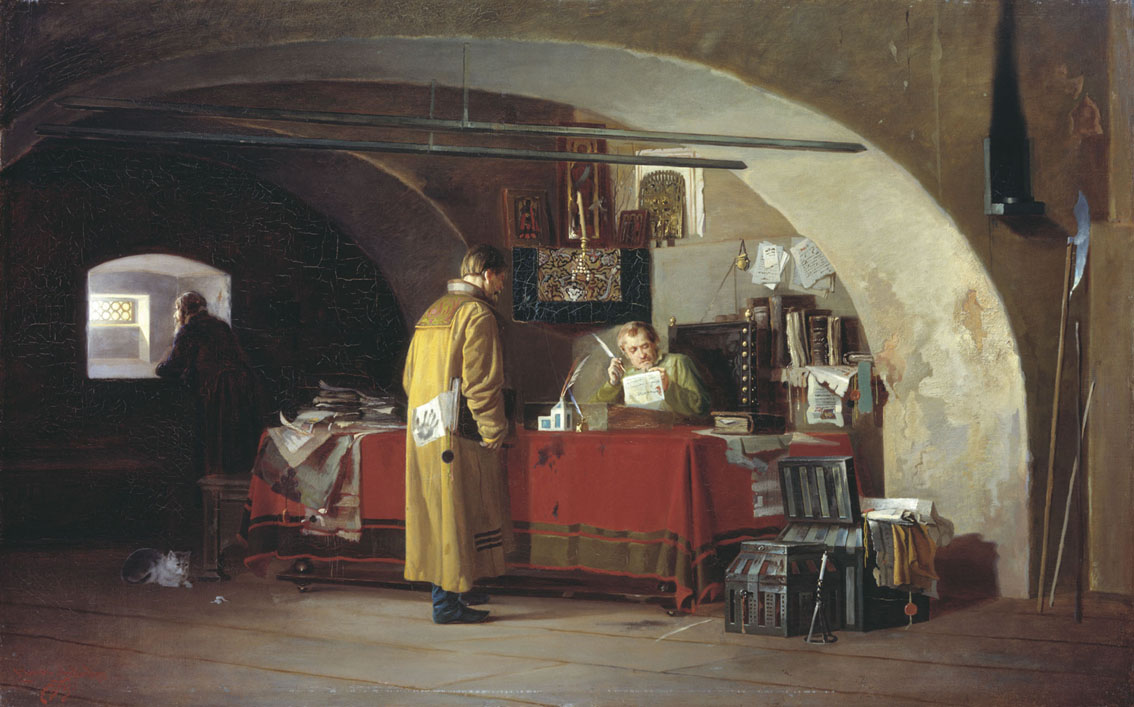
Pintura d'un prikaz a Moscou.

Un prikaz (en rus приказ), en plural prikazi, era una oficina del Gran Ducat de Moscou i de l'Imperi Rus durant els segles XV al xviii. El terme és normalment traduït per ministeri, oficina o departament. A l'actual Rússia aquest terme significa una ordre militar o administrativa.